# Berga socken, Småland
Berga socken i Småland ingick i Sunnerbo härad i Finnveden, ingår sedan 1971 i Ljungby kommun och motsvarar från 2016 Berga distrikt i Kronobergs län.
Socknens areal är 178,81 kvadratkilometer, varav land 163,55. År 2000 fanns här 2 861 invånare. Tätorten Lagan med sockenkyrkan Berga kyrka ligger i socknen. 

## Administrativ historik
Berga socken har medeltida ursprung. Under medeltiden uppgick Torsets socken i denna.
Vid kommunreformen 1862 övergick socknens ansvar för de kyrkliga frågorna till Berga församling och för de borgerliga frågorna till Berga landskommun. Landskommunen utökades sedan 1952 för att i sin tur 1971 uppgå i Ljungby kommun. 1980 överfördes från Berga till Vittaryd följande jordregisterenheter: Ingelstad, Ljunget, Torsborg och Torset. Området omfattade en areal av 19,8 kvadratkilometer, varav 15,6 land, och var obebott.
Marknadsplatsen Torget som ligger cirka en mil norr om Ljungby fick år 1279 stadsprivilegier, men grundaren biskop Henrik avled något år därefter, så staden uppfördes aldrig. Linköpingsbiskopen var storjordägare och beskyddare och under 1200-talet byggdes en stor gotisk kyrka.
1 januari 2016 inrättades distriktet Berga, med samma omfattning som församlingen hade 1999/2000.  
Socknen har tillhört samma fögderier och domsagor som Sunnerbo härad. De indelta soldaterna tillhörde Kronobergs regemente, Norra Sunnerbo kompani och Smålands grenadjärkår, Sunnerbo kompani.

## Geografi
Berga socken ligger i Lagadalen mellan Värnamo och Ljungby. Socknen har odlingsbygd i dalen och mossrik skogsbygd öster och väster därom.

## Fornminnen
Främst gravhögar från yngre järnåldern är kända. Därtill finns Össlövs skeppssättning och tre runstenar i socknen.

## Namnet
Namnet (1200-talet Biergha), syftar på berget norr om kyrkan.

### Fotnoter
1. 1 2 3  Svensk Uppslagsbok andra upplagan 1947–1955: Berga socken
2. 1 2  Harlén, Hans; Harlén Eivy (2003). Sverige från A till Ö: geografisk-historisk uppslagsbok. Stockholm: Kommentus. Libris 9337075. ISBN 91-7345-139-8
3. ↑  Kyrkoarkivet för  Berga socken, Småland – Nationella arkivdatabasen, Riksarkivet
4. ↑  SCB Folk- och bostadsräkningen 1980 del 3 Arkiverad 12 juli 2017 hämtat från the Wayback Machine. sida 393
5. ↑  Åhman, E. Ett medeltida klockgjuteri i Berga.  Boken om Bergabygden 2. Utgiven av Berga o Vittaryd-Dörarps hembygdsföreningar
6. ↑  Administrativ historik för Berga socken (Klicka på församlingsposten). Källa: Nationella arkivdatabasen, Riksarkivet.
7. 1 2  Sjögren, Otto (1931). Sverige geografisk beskrivning del 2 Östergötlands, Jönköpings, Kronobergs, Kalmar och Gotlands län. Stockholm: Wahlström & Widstrand. Libris 9939
8. 1 2 3  Nationalencyklopedin
9. ↑  Fornlämningar, Statens historiska museum: Berga socken, Småland
10. ↑  Fornminnesregistret, Riksantikvarieämbetet: Berga socken, Småland Fornminnen i socknen erhålls på kartan genom att skriva in sockennamn (utan "socken") i "Ange geografiskt område"